# Église Saint-Sépulcre de Saint-Omer
L'église Saint-Sépulcre est une église de Saint-Omer dans le département du Pas-de-Calais, région des Hauts-de-France.
Son accès est interdit au public.

## Historique

### Origine et construction
La première trace de l'église remonte à une première construction du XIe siècle. Elle est citée dans une bulle pontificale de 1123, mais la construction de l'église halle ou hallekerque (très courante en Flandre) telle que l'on peut l'observer aujourd'hui, commence dans la première moitié du XIIIe siècle avec la nef  puis au XIVe siècle pour la tour pour finir au XVe siècle avec l'ajout de chapelles latérales en briques. Ces dernières servaient à accueillir les autels des corporations de métier. Comme par exemple celle des cordonniers actifs dans le quartier, le retable de leur autel représentant le martyr de leurs saints patrons Crépin et Crépinien est conservé aujourd'hui au musée de l'hôtel Sandelin à Saint-Omer.
L'église actuelle est consacrée par l’évêque de Thérouanne le 14 avril 1387,.

### Origine dans la première croisade
Son nom vient, comme la plupart des églises dédiées au Saint-Sépulcre (sept en France), des croisés qui en rentrant des croisades fondent ou renomment des églises du nom du tombeau qu'ils étaient venus conquérir.
Pour Saint-Omer, ce nom vient des croisés Godefroy de Saint-Omer, son père Guillaume 1er et son frère, Hugues qui partent pour la première croisade avec Godefroy de Bouillon le 17 août 1096. Godefroy de Saint-Omer est cofondateur de l'ordre du Temple avec Hugues de Payns au service de l'Ordre canonial régulier du Saint-Sépulcre. Il est donc de surcroit en lien avec le Saint-Sépulcre à Jérusalem,.
La légende veut qu'une pierre provenant du Saint-Sépulcre de Jérusalem aurait été incrustée dans une chapelle par l'évêque de Thérouanne lors d'un chantier au XIVe siècle.

### Epoque moderne

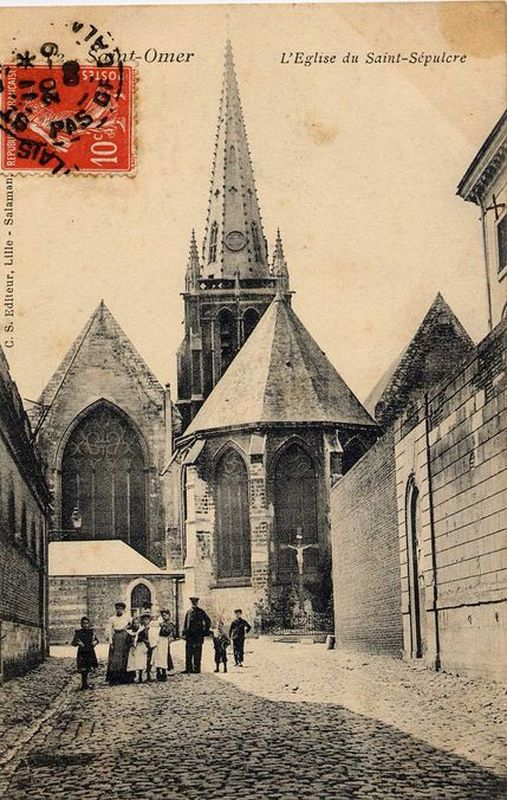
carte postale du XIX de l'église Saint Sépulcre.

À partir de 1765, le cimetière qui entourait l'église fut transféré hors des remparts de la ville.
À la Révolution l'église devient quelques années la cathédrale de Saint-Omer pour être par la suite transformée le 1er mars 1794 en Temple de la raison puis en Temple de l'Être suprême pour être après la Révolution la première église en France à être rendue au culte catholique.
Pour cela de nombreux travaux de réhabilitations de style néo-gothique sont mis en place tout au long du XIXe siècle comme la flèche qui est rebâtie en 1891 avec une hauteur de 52 m et le buffet d'orgue construit par Pierre-Charles Van Peteghem de Gand entre 1820 et 1822 remplaçant l'instrument de 1714.
Les vitraux de l'église sont réalisés par les ateliers Lusson vers 1860, certains sont dessinés par Louis Charles Steinheil qui a travaillé sur la Sainte-Chapelle à Paris, et un autre a été présenté à l’Exposition universelle de Paris 1867 avant d’être installé.
L'on peut noter que le premier vitrail du chœur à droite évoque la première croisade et la création de l'ordre du temple un autre figure Guillaume, Hugues, et Godefroy, de la famille de Saint Omer,.

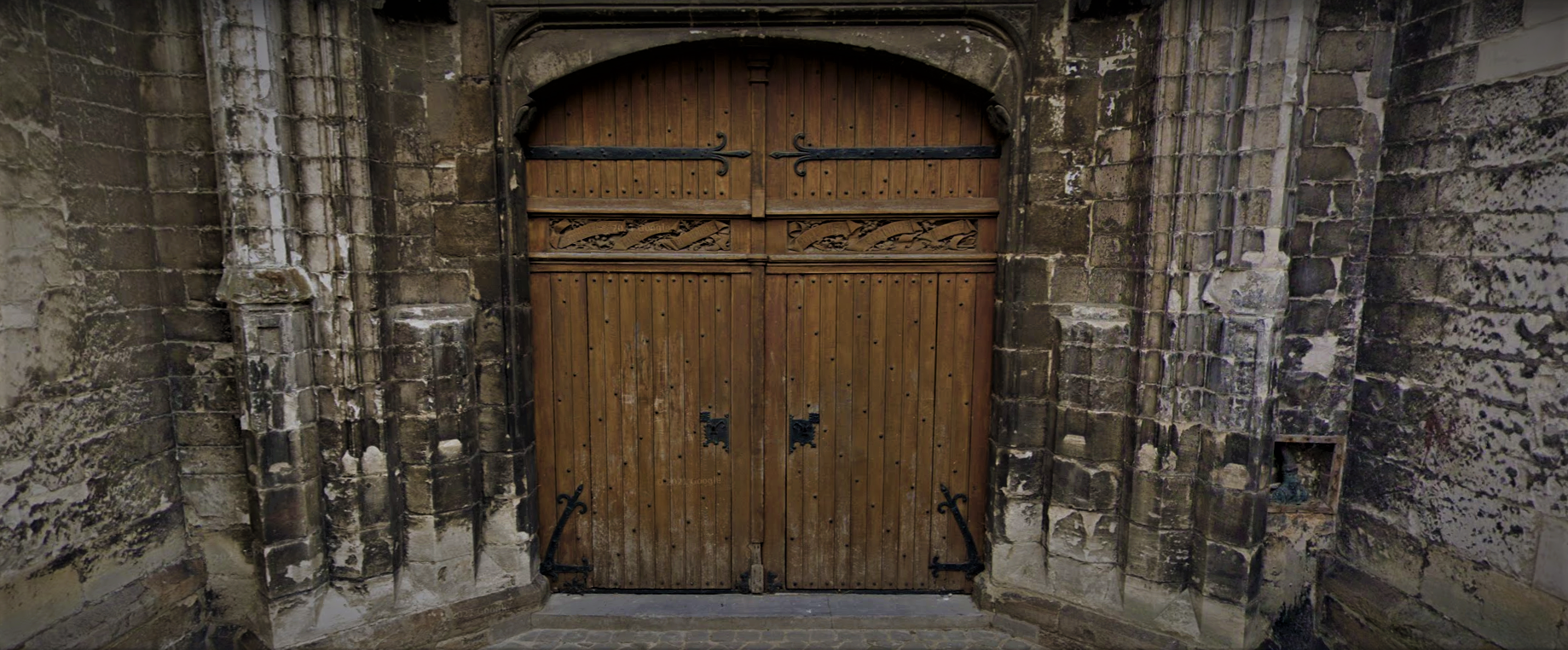
Grand portail en bois extérieur.

Le grand portail en bois, richement sculpté par l'Audomarois Jean-Charles Chifflart au XVIIIe siècle, pourrait provenir de l’abbaye Saint-Bertin. Sur le portail en bois extérieur il est écrit en Latin :
« Ce lieu est vénérable entre tous. C'est vraiment ici la maison de Dieu et la porte du Ciel ».
Depuis les années 1980 l'église du Saint-Sépulcre est fermée au culte et au public pour cause de mauvais état.

## Architecture
L'église est de style néo-gothique.

## Mobilier classé au titre des monuments historiques
Plusieurs éléments de son mobilier sont également classés Monument historique.
- Monument funéraire de Louis-Joseph-Thomas Le Sergent d'Isbergues
- Tableau : Mise au tombeau
- Ensemble de 2 verrières figurées décoratives (baies 7, 8) : Christ en majesté ; Vierge en majesté
- Bas-reliefs : La Fuite et le Repos en Égypte (ex-votos de Charles Gallopin et de sa femme)
- Cloches de l'église Saint-Sépulcre
- Porte de la chapelle des fonts baptismaux
- Ensemble de 7 verrières historiées (baies 0, 1, 2, 3, 4, 5, 6) : Mise au tombeau ; Résurrection du Christ ; Godefroy de Bouillon
- Coq de clocher
- Stalles du chœur
- Tambour de porte du porche occidental
- Ensemble de 15 verrières historiées (baies 9 à 14, 10 à 26 et 31) : Chemin de croix ; Baptême du Christ
- Plaque commémorative de Jehan de la Haye
- Tableau : Saint Louis débarquant en Syrie pour visiter le Carmel (œuvre volée)
- Dalle funéraire de Nicolas Le Sergeant
- Dalle funéraire du doyen Dumetz
- Tableau : Saint Simon Stock recevant le scapulaire des mains de la Vierge (œuvre volée)
- Saint Jean ; Saint Jean-Baptiste (statues)
- Chaire à prêcher
- Fonts baptismaux
- Haut-relief : Notre-Dame du Mont-Carmel
- Ensemble de 7 verrières décoratives (baies 15, 16, 17, 18, 28, 29, 36)
- Clôture de chœur (appui de communion)
- Sculpture : Christ en croix (nef)
- Confessionnaux des collatéraux nord et sud
- Autel de la chapelle du Sacré-Cœur
- Monument funéraire de Jacques de Penin et de son épouse
- Plaque funéraire de Hubert Le Conte et de son épouse
- Crédence
- Lambris de demi-revêtement
- Deux bas-reliefs : La Vierge et le Christ en buste
- Clôture de la chapelle de la Sainte-Vierge
- Maître-autel
- Autel de la chapelle latérale nord du chœur
- Tableau : L'Enterrement
- Confessionnal du bras sud du transept (chapelle du Calvaire)
- Dalle funéraire de Marguerite Le Sergeant
- Bénitier du pilier nord du clocher
- Plaque funéraire de Laurence Carré
- Plaque commémorative de la fondation de la chapelle du Saint-Sépulcre